# Gabriela Șchiopu
Gabriela Șchiopu (Pitești, 14 ottobre 1968) è un'ex cestista rumena.

## Carriera
Con la Romania ha disputato i Campionati europei del 1987.